# 3727 Maxhell
3727 Maxhell (1981 PQ) este un asteroid din centura principală.

## Descoperirea
Asteroidul a fost descoperit de astronomul Antonín Mrkos, la 7 august 1981, de la Observatorul Kleť, din munții cu același nume situați în actuala Republica Cehă.

## Caracteristici
3727 Maxhell  prezintă o orbită caracterizată de o semiaxă majoră egală cu 3,3217900 UA și de o excentricitate de 0,1451460, înclinată cu 5,30732° în raport cu ecliptica, cu o perioadă orbitală de 2.210,92 de zile (6,05 ani). Viteza orbitală medie a asteroidului 3727 Maxhell este de 16,34302394 km/s.

## Denumirea asteroidului
Asteroidul a primit numele astronomului, preot iezuit Maximilian Hell.